# Mburuvicha galianoae
Genre
Espèce
Mburuvicha galianoae, unique représentant du genre Mburuvicha, est une espèce d'araignées aranéomorphes de la famille des Salticidae.

## Distribution
Cette espèce est endémique de la province d'Entre Ríos en Argentine,.

## Description
Le mâle holotype mesure 9,84 mm et la femelle paratype 9,44 mm.

## Étymologie
Cette espèce est nommée en l'honneur de María Elena Galiano.

## Publication originale
- Scioscia, 1993 : Description of Mburuvicha galianoae, new genus and species (Araneae, Salticidae). Bulletin of the British Arachnological Society, vol. 9, no 4, p. 123-125.